# Deutschland Tour 2003
| Endstand nach der 7. Etappe |                      |                          |
| Sieger                      | Michael Rogers       | 28:49:58 h (41,137 km/h) |
| Zweiter                     | José Azevedo         | + 1:19 min               |
| Dritter                     | Alexander Winokurow  | + 1:52 min               |
| Vierter                     | Jörg Jaksche         | + 1:54 min               |
| Fünfter                     | Jan Ullrich          | + 2:01 min               |
| Sechster                    | Isidro Nozal         | + 2:18 min               |
| Siebter                     | Patrik Sinkewitz     | + 2:33 min               |
| Achter                      | Paolo Savoldelli     | + 2:52 min               |
| Neunter                     | Fabian Cancellara    | + 2:53 min               |
| Zehnter                     | Geoffrey Demeyere    | + 3:12 min               |
| Sprintwertung               | Erik Zabel           | 88 P.                    |
| Zweiter                     | Stuart O’Grady       | 53 P.                    |
| Dritter                     | Michael Rogers       | 52 P.                    |
| Bergwertung                 | Bram Schmitz         | 15 P.                    |
| Zweiter                     | Kurt Asle Arvesen    | 14 P.                    |
| Dritter                     | Jörg Jaksche         | 14 P.                    |
| Teamwertung                 | Quick Step-Davitamon | 86:35:12 h               |
| Zweiter                     | ONCE-Eroski          | + 0:02 min               |
| Dritter                     | Team Telekom         | + 3:29 min               |

Die 5. Deutschland Tour fand vom 3. bis 9. Juni 2003 statt. Sie führte von Dresden über 1.186,1 Kilometer nach Saarbrücken mit einem Abstecher in die südlichen Regionen des Landes. Es gingen 128 Fahrer aus 16 Profiteams an den Start, von denen 103 das Ziel erreichten.

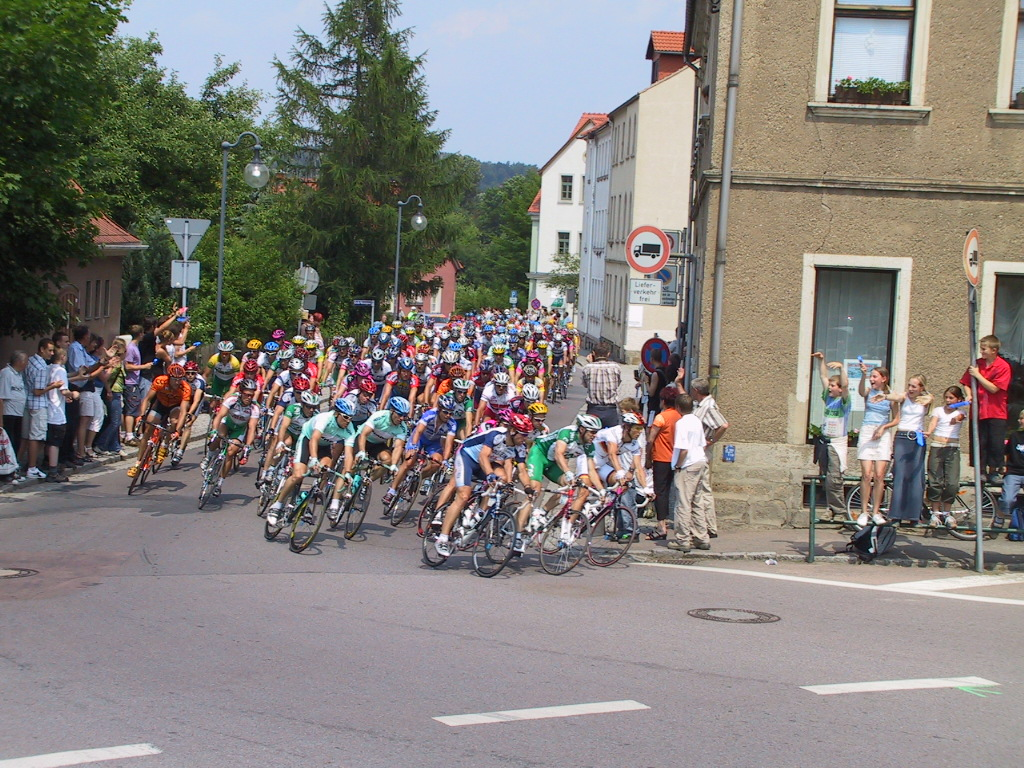
Fahrerfeld der Deutschland Tour in Dippoldiswalde

Überschattet wurde der Tour-Start vom Tod des Franzosen Fabrice Salanson aus dem Team Brioches La Boulangère, der am Morgen vor dem Start von seinen Mannschaftskollegen leblos in seinem Hotelzimmer aufgefunden wurde. Sein Team zog sich daraufhin aus dem Rennen zurück.

## Verlauf
Ganz im Gegensatz zu den vorherigen Ausgaben standen die ersten Etappen nicht im Zeichen der Sprinter. Einzig auf der ersten Etappe war Erik Zabel in der Lage zu siegen. Auf der zweiten und dritten Etappe siegten mit Gerben Löwik und Leon Van Bon jeweils Ausreißer. Ivan Quaranta siegte auf der vierten Etappe im Sprint. Mit Grégory Rast trug bis zur Königsetappe mit Zielankunft auf dem Feldberg ein Schweizer das Führungstrikot, da er auf der zweiten Etappe ebenfalls zu der Ausreißergruppe gehört hatte. Die fünfte Etappe wurde zu einer Demonstration des Teams ONCE-Eroski, das mit José Azevedo, Igor González de Galdeano, Isidro Nozal und Jörg Jaksche die ersten vier Plätze auf dem Feldberg belegte. Im folgenden Einzelzeitfahren siegte der junge Australier Michael Rogers mit deutlichen 1:11 Minuten Vorsprung auf den Zweitplatzierten Jan Ullrich. Auch weil der Favorit González de Galdeano wenige Kilometer vor dem Ziel schwer stürzte und das Rennen aufgeben musste, sicherte sich Rogers den Gesamtsieg, den auch Olaf Pollack mit seinem Sieg auf der Schlussetappe nicht mehr gefährden konnte.

## Etappen
| Etappen   | Tag     | Start – Ziel               | km         | Etappensieger  | Gesamterster   |
| --------- | ------- | -------------------------- | ---------- | -------------- | -------------- |
| 1. Etappe | 3. Juni | Dresden – Altenburg        | 184,1      | Erik Zabel     | Erik Zabel     |
| 2. Etappe | 4. Juni | Altenburg – Kronach        | 183,4      | Gerben Löwik   | Grégory Rast   |
| 3. Etappe | 5. Juni | Coburg – Ansbach           | 191,7      | Léon van Bon   | Gregory Rast   |
| 4. Etappe | 6. Juni | Ansbach – Bad Wurzach      | 222        | Ivan Quaranta  | Gregory Rast   |
| 5. Etappe | 7. Juni | Ravensburg – Feldberg      | 191        | José Azevedo   | José Azevedo   |
| 6. Etappe | 8. Juni | Bretten                    | 40,7 (EZF) | Michael Rogers | Michael Rogers |
| 7. Etappe | 9. Juni | Bad Dürkheim – Saarbrücken | 173,2      | Olaf Pollack   | Michael Rogers |